# برتیل اوهلین
برتیل اوهلین (به انگلیسی: Bertil Ohlin)
(۲۳ آوریل ۱۸۹۹ – ۳ اوت ۱۹۷۹) اقتصاددان و سیاستمدار اهل سوئد بود که در سال ۱۹۷۷ به همراه جیمز مید اقتصاددان بریتانیایی موفق به دریافت جایزه نوبل در اقتصاد شد.
از سال ۱۹۲۹ تا ۱۹۶۵ او استاد علم اقتصاد در دانشکده اقتصاد استکهلم بوده‌است و از سال ۱۹۴۴ تا سال ۱۹۶۷ وزیر بازرگانی کشور سوئد بود.

## زندگی‌نامه
برتیل در سال ۱۹۱۷ از دانشگاه لوند فارغ‌التحصیل شد و در سال ۱۹۲۳ مدرک کارشناسی ارشد خود را از دانشگاه هاروارد دریافت نمود و در سال ۱۹۲۴، دکترای خود را از دانشگاه استکهلم گرفت.